# Nebulización
La nebulización es un proceso por el cual se mezcla un líquido con un gas a alta presión para la trasmisión aérea óptima del mismo, dando como resultado la creación de una "nube" que aumenta el poder de penetración del líquido en cualquier superficie a su alcance.  
Este sistema se usa en sistemas de extinción de incendios (agua y CO2 a alta presión), en automovilismo (gasolina y aire comprimido) y en medicina, entre otras aplicaciones.
En medicina, la sustancia a ser administrada se combina con un medio líquido, frecuentemente solución salina, para luego con la ayuda de un gas, generalmente oxígeno, crear un vapor que pueda ser inhalado por el paciente.

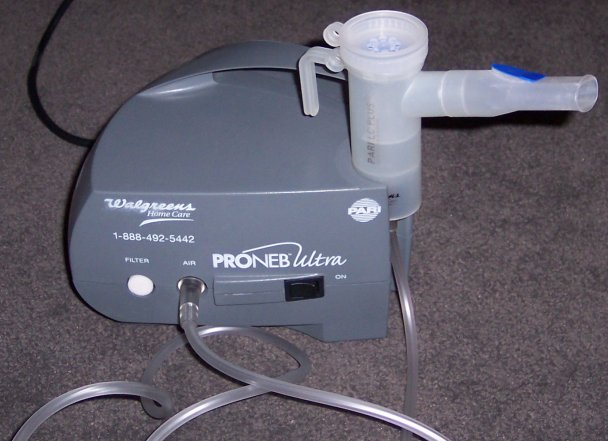
Sistema de nebulización por compresión.

## Indicaciones
Las indicaciones para una nebulización son escasas pero importantes, entre ellas podemos citar:
- Administración de fármacos que están únicamente disponibles en forma líquida.
- Necesidad de administrar un medicamento a altas dosis por vía broncopulmonar.
- Enfermos que no son capaces de usar correctamente los sistemas convencionales de inhalación (por incapacidad física o psíquica o por la gravedad del proceso) y que no han podido ser aleccionados en talleres de educación y entrenamiento organizados para enseñar correctamente las técnicas inhalatorias.[1]
- La nebulización es un procedimiento principalmente utilizado para enfermedades respiratorias.

## Ventajas
Una de las principales ventajas de la terapia por nebulización es su uso en niños menores o lactantes, en enfermedades respiratorias, donde se busca administrar el medicamento y por otro lado fluidificar las secreciones para su mejor eliminación.

## Contraindicaciones
Una de las principales contraindicaciones de la terapia por nebulización es en pacientes que presenten hemoptisis en curso. Entiéndase por hemoptisis a la expulsión de sangre por la boca proveniente de las vías respiratorias infraglóticas.
- Nebulizador